# 江田斗米吉
江田 斗米吉（えだ とめきち、1891年〈明治24年〉1月1日 - 1957年〈昭和32年〉4月19日）は、昭和期の実業家、政治家。衆議院議員（1期）。

## 経歴
福岡県上妻郡矢部村（八女郡矢部村を経て現八女市）で生まれる。高等小学校卒業。農業、石炭業を営む。
東豊炭坑江田鉱業所長、恩賜財団同胞援護会福岡県川崎分会長などを務めた。
1933年（昭和8年）川崎町会議員に当選し、以後3選した。
1949年（昭和24年）1月、第24回衆議院議員総選挙で福岡県第4区から民主自由党所属で出馬して当選した。1952年（昭和27年）10月の第25回総選挙（福岡県第4区、自由党）では落選し、衆議院議員に1期在任した。
1957年（昭和32年）4月19日死去、66歳。死没日をもって勲四等瑞宝章追贈、従五位に叙される。